# Endocast

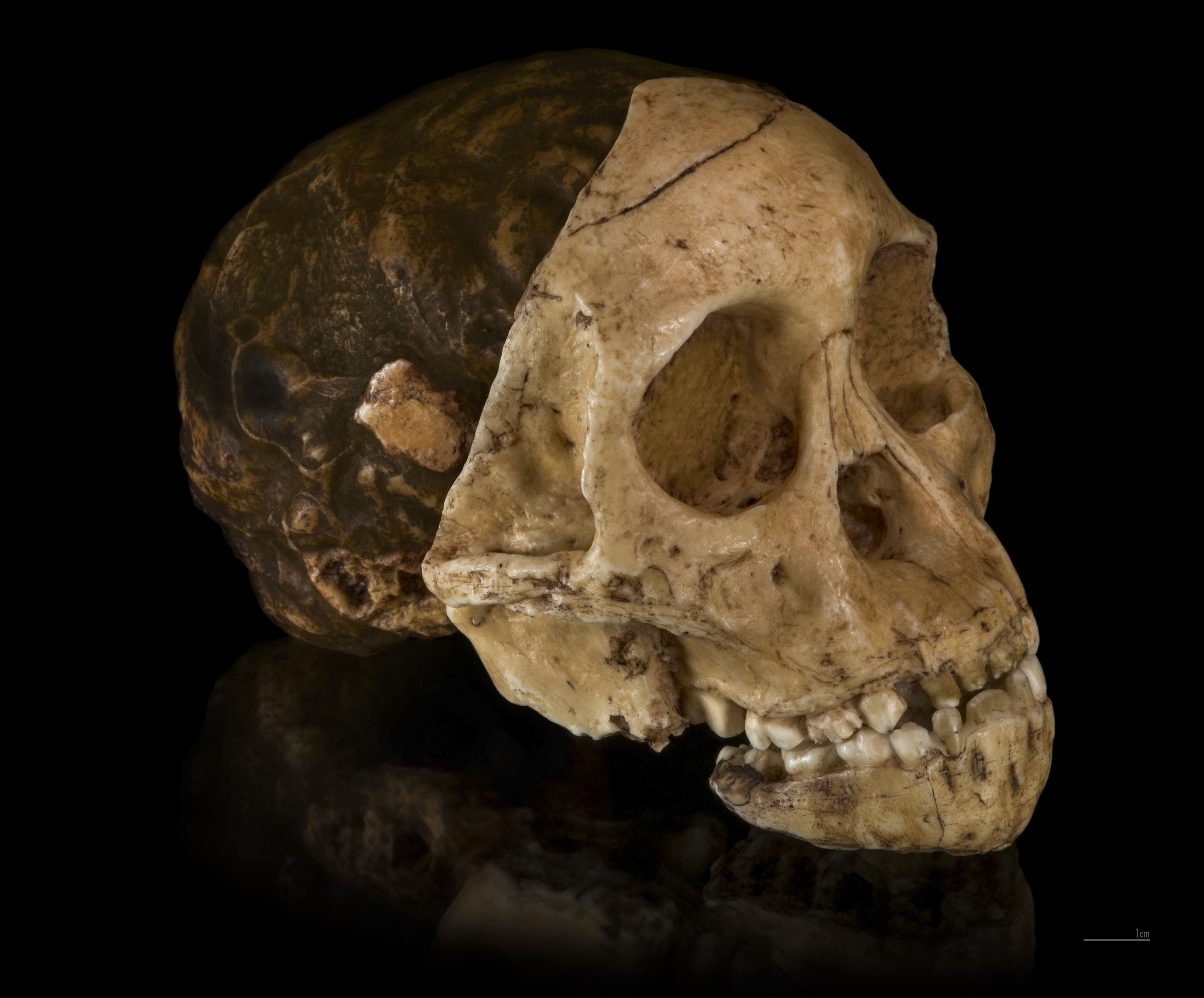
Um endocast natural do cérebro da criança Taung, um jovem Australopithecus africanus, com a porção facial do crânio anexada

Um endocast é o molde interno de um objeto oco, muitas vezes referindo-se à abóbada craniana no estudo do desenvolvimento do cérebro em humanos e outros organismos. Os endocasts podem ser feitos artificialmente para examinar as propriedades de um espaço oco e inacessível, ou podem ocorrer naturalmente através da fossilização.